# Gyula Neukomm
Gyula Neukomm (Vršac, 22 aprile 1892 – Budapest, 9 ottobre 1957) è stato un compositore di scacchi ungherese.
Ha pubblicato circa 750 problemi di tutti i generi.
Giudice Internazionale della composizione (1956) e presidente della PCCC (Commissione della FIDE per la composizione scacchistica) dal 1956 fino alla morte.
Insieme a Norbert Kovács e Laszlo Schor ha scritto il libro "Feladvány Műszótár" (1926), un dizionario dei termini problemistici. Editore per molti anni della rivista di scacchi ungherese Magyar Sakkvilag.
Due suoi problemi:
|   | a | b | c | d | e | f | g | h |   |
| 8 | f8 alfiere del bianco · h8 donna del bianco · d7 pedone del bianco · e7 torre del nero · f7 pedone del nero · b6 pedone del bianco · c6 pedone del nero · f6 cavallo del bianco · g6 alfiere del nero · h6 torre del bianco · d5 pedone del nero · e5 re del nero · e4 cavallo del bianco · d3 torre del bianco · g3 pedone del bianco · h3 alfiere del bianco · e1 re del bianco | f8 alfiere del bianco · h8 donna del bianco · d7 pedone del bianco · e7 torre del nero · f7 pedone del nero · b6 pedone del bianco · c6 pedone del nero · f6 cavallo del bianco · g6 alfiere del nero · h6 torre del bianco · d5 pedone del nero · e5 re del nero · e4 cavallo del bianco · d3 torre del bianco · g3 pedone del bianco · h3 alfiere del bianco · e1 re del bianco | f8 alfiere del bianco · h8 donna del bianco · d7 pedone del bianco · e7 torre del nero · f7 pedone del nero · b6 pedone del bianco · c6 pedone del nero · f6 cavallo del bianco · g6 alfiere del nero · h6 torre del bianco · d5 pedone del nero · e5 re del nero · e4 cavallo del bianco · d3 torre del bianco · g3 pedone del bianco · h3 alfiere del bianco · e1 re del bianco | f8 alfiere del bianco · h8 donna del bianco · d7 pedone del bianco · e7 torre del nero · f7 pedone del nero · b6 pedone del bianco · c6 pedone del nero · f6 cavallo del bianco · g6 alfiere del nero · h6 torre del bianco · d5 pedone del nero · e5 re del nero · e4 cavallo del bianco · d3 torre del bianco · g3 pedone del bianco · h3 alfiere del bianco · e1 re del bianco | f8 alfiere del bianco · h8 donna del bianco · d7 pedone del bianco · e7 torre del nero · f7 pedone del nero · b6 pedone del bianco · c6 pedone del nero · f6 cavallo del bianco · g6 alfiere del nero · h6 torre del bianco · d5 pedone del nero · e5 re del nero · e4 cavallo del bianco · d3 torre del bianco · g3 pedone del bianco · h3 alfiere del bianco · e1 re del bianco | f8 alfiere del bianco · h8 donna del bianco · d7 pedone del bianco · e7 torre del nero · f7 pedone del nero · b6 pedone del bianco · c6 pedone del nero · f6 cavallo del bianco · g6 alfiere del nero · h6 torre del bianco · d5 pedone del nero · e5 re del nero · e4 cavallo del bianco · d3 torre del bianco · g3 pedone del bianco · h3 alfiere del bianco · e1 re del bianco | f8 alfiere del bianco · h8 donna del bianco · d7 pedone del bianco · e7 torre del nero · f7 pedone del nero · b6 pedone del bianco · c6 pedone del nero · f6 cavallo del bianco · g6 alfiere del nero · h6 torre del bianco · d5 pedone del nero · e5 re del nero · e4 cavallo del bianco · d3 torre del bianco · g3 pedone del bianco · h3 alfiere del bianco · e1 re del bianco | f8 alfiere del bianco · h8 donna del bianco · d7 pedone del bianco · e7 torre del nero · f7 pedone del nero · b6 pedone del bianco · c6 pedone del nero · f6 cavallo del bianco · g6 alfiere del nero · h6 torre del bianco · d5 pedone del nero · e5 re del nero · e4 cavallo del bianco · d3 torre del bianco · g3 pedone del bianco · h3 alfiere del bianco · e1 re del bianco | 8 |
| 7 | f8 alfiere del bianco · h8 donna del bianco · d7 pedone del bianco · e7 torre del nero · f7 pedone del nero · b6 pedone del bianco · c6 pedone del nero · f6 cavallo del bianco · g6 alfiere del nero · h6 torre del bianco · d5 pedone del nero · e5 re del nero · e4 cavallo del bianco · d3 torre del bianco · g3 pedone del bianco · h3 alfiere del bianco · e1 re del bianco | f8 alfiere del bianco · h8 donna del bianco · d7 pedone del bianco · e7 torre del nero · f7 pedone del nero · b6 pedone del bianco · c6 pedone del nero · f6 cavallo del bianco · g6 alfiere del nero · h6 torre del bianco · d5 pedone del nero · e5 re del nero · e4 cavallo del bianco · d3 torre del bianco · g3 pedone del bianco · h3 alfiere del bianco · e1 re del bianco | f8 alfiere del bianco · h8 donna del bianco · d7 pedone del bianco · e7 torre del nero · f7 pedone del nero · b6 pedone del bianco · c6 pedone del nero · f6 cavallo del bianco · g6 alfiere del nero · h6 torre del bianco · d5 pedone del nero · e5 re del nero · e4 cavallo del bianco · d3 torre del bianco · g3 pedone del bianco · h3 alfiere del bianco · e1 re del bianco | f8 alfiere del bianco · h8 donna del bianco · d7 pedone del bianco · e7 torre del nero · f7 pedone del nero · b6 pedone del bianco · c6 pedone del nero · f6 cavallo del bianco · g6 alfiere del nero · h6 torre del bianco · d5 pedone del nero · e5 re del nero · e4 cavallo del bianco · d3 torre del bianco · g3 pedone del bianco · h3 alfiere del bianco · e1 re del bianco | f8 alfiere del bianco · h8 donna del bianco · d7 pedone del bianco · e7 torre del nero · f7 pedone del nero · b6 pedone del bianco · c6 pedone del nero · f6 cavallo del bianco · g6 alfiere del nero · h6 torre del bianco · d5 pedone del nero · e5 re del nero · e4 cavallo del bianco · d3 torre del bianco · g3 pedone del bianco · h3 alfiere del bianco · e1 re del bianco | f8 alfiere del bianco · h8 donna del bianco · d7 pedone del bianco · e7 torre del nero · f7 pedone del nero · b6 pedone del bianco · c6 pedone del nero · f6 cavallo del bianco · g6 alfiere del nero · h6 torre del bianco · d5 pedone del nero · e5 re del nero · e4 cavallo del bianco · d3 torre del bianco · g3 pedone del bianco · h3 alfiere del bianco · e1 re del bianco | f8 alfiere del bianco · h8 donna del bianco · d7 pedone del bianco · e7 torre del nero · f7 pedone del nero · b6 pedone del bianco · c6 pedone del nero · f6 cavallo del bianco · g6 alfiere del nero · h6 torre del bianco · d5 pedone del nero · e5 re del nero · e4 cavallo del bianco · d3 torre del bianco · g3 pedone del bianco · h3 alfiere del bianco · e1 re del bianco | f8 alfiere del bianco · h8 donna del bianco · d7 pedone del bianco · e7 torre del nero · f7 pedone del nero · b6 pedone del bianco · c6 pedone del nero · f6 cavallo del bianco · g6 alfiere del nero · h6 torre del bianco · d5 pedone del nero · e5 re del nero · e4 cavallo del bianco · d3 torre del bianco · g3 pedone del bianco · h3 alfiere del bianco · e1 re del bianco | 7 |
| 6 | f8 alfiere del bianco · h8 donna del bianco · d7 pedone del bianco · e7 torre del nero · f7 pedone del nero · b6 pedone del bianco · c6 pedone del nero · f6 cavallo del bianco · g6 alfiere del nero · h6 torre del bianco · d5 pedone del nero · e5 re del nero · e4 cavallo del bianco · d3 torre del bianco · g3 pedone del bianco · h3 alfiere del bianco · e1 re del bianco | f8 alfiere del bianco · h8 donna del bianco · d7 pedone del bianco · e7 torre del nero · f7 pedone del nero · b6 pedone del bianco · c6 pedone del nero · f6 cavallo del bianco · g6 alfiere del nero · h6 torre del bianco · d5 pedone del nero · e5 re del nero · e4 cavallo del bianco · d3 torre del bianco · g3 pedone del bianco · h3 alfiere del bianco · e1 re del bianco | f8 alfiere del bianco · h8 donna del bianco · d7 pedone del bianco · e7 torre del nero · f7 pedone del nero · b6 pedone del bianco · c6 pedone del nero · f6 cavallo del bianco · g6 alfiere del nero · h6 torre del bianco · d5 pedone del nero · e5 re del nero · e4 cavallo del bianco · d3 torre del bianco · g3 pedone del bianco · h3 alfiere del bianco · e1 re del bianco | f8 alfiere del bianco · h8 donna del bianco · d7 pedone del bianco · e7 torre del nero · f7 pedone del nero · b6 pedone del bianco · c6 pedone del nero · f6 cavallo del bianco · g6 alfiere del nero · h6 torre del bianco · d5 pedone del nero · e5 re del nero · e4 cavallo del bianco · d3 torre del bianco · g3 pedone del bianco · h3 alfiere del bianco · e1 re del bianco | f8 alfiere del bianco · h8 donna del bianco · d7 pedone del bianco · e7 torre del nero · f7 pedone del nero · b6 pedone del bianco · c6 pedone del nero · f6 cavallo del bianco · g6 alfiere del nero · h6 torre del bianco · d5 pedone del nero · e5 re del nero · e4 cavallo del bianco · d3 torre del bianco · g3 pedone del bianco · h3 alfiere del bianco · e1 re del bianco | f8 alfiere del bianco · h8 donna del bianco · d7 pedone del bianco · e7 torre del nero · f7 pedone del nero · b6 pedone del bianco · c6 pedone del nero · f6 cavallo del bianco · g6 alfiere del nero · h6 torre del bianco · d5 pedone del nero · e5 re del nero · e4 cavallo del bianco · d3 torre del bianco · g3 pedone del bianco · h3 alfiere del bianco · e1 re del bianco | f8 alfiere del bianco · h8 donna del bianco · d7 pedone del bianco · e7 torre del nero · f7 pedone del nero · b6 pedone del bianco · c6 pedone del nero · f6 cavallo del bianco · g6 alfiere del nero · h6 torre del bianco · d5 pedone del nero · e5 re del nero · e4 cavallo del bianco · d3 torre del bianco · g3 pedone del bianco · h3 alfiere del bianco · e1 re del bianco | f8 alfiere del bianco · h8 donna del bianco · d7 pedone del bianco · e7 torre del nero · f7 pedone del nero · b6 pedone del bianco · c6 pedone del nero · f6 cavallo del bianco · g6 alfiere del nero · h6 torre del bianco · d5 pedone del nero · e5 re del nero · e4 cavallo del bianco · d3 torre del bianco · g3 pedone del bianco · h3 alfiere del bianco · e1 re del bianco | 6 |
| 5 | f8 alfiere del bianco · h8 donna del bianco · d7 pedone del bianco · e7 torre del nero · f7 pedone del nero · b6 pedone del bianco · c6 pedone del nero · f6 cavallo del bianco · g6 alfiere del nero · h6 torre del bianco · d5 pedone del nero · e5 re del nero · e4 cavallo del bianco · d3 torre del bianco · g3 pedone del bianco · h3 alfiere del bianco · e1 re del bianco | f8 alfiere del bianco · h8 donna del bianco · d7 pedone del bianco · e7 torre del nero · f7 pedone del nero · b6 pedone del bianco · c6 pedone del nero · f6 cavallo del bianco · g6 alfiere del nero · h6 torre del bianco · d5 pedone del nero · e5 re del nero · e4 cavallo del bianco · d3 torre del bianco · g3 pedone del bianco · h3 alfiere del bianco · e1 re del bianco | f8 alfiere del bianco · h8 donna del bianco · d7 pedone del bianco · e7 torre del nero · f7 pedone del nero · b6 pedone del bianco · c6 pedone del nero · f6 cavallo del bianco · g6 alfiere del nero · h6 torre del bianco · d5 pedone del nero · e5 re del nero · e4 cavallo del bianco · d3 torre del bianco · g3 pedone del bianco · h3 alfiere del bianco · e1 re del bianco | f8 alfiere del bianco · h8 donna del bianco · d7 pedone del bianco · e7 torre del nero · f7 pedone del nero · b6 pedone del bianco · c6 pedone del nero · f6 cavallo del bianco · g6 alfiere del nero · h6 torre del bianco · d5 pedone del nero · e5 re del nero · e4 cavallo del bianco · d3 torre del bianco · g3 pedone del bianco · h3 alfiere del bianco · e1 re del bianco | f8 alfiere del bianco · h8 donna del bianco · d7 pedone del bianco · e7 torre del nero · f7 pedone del nero · b6 pedone del bianco · c6 pedone del nero · f6 cavallo del bianco · g6 alfiere del nero · h6 torre del bianco · d5 pedone del nero · e5 re del nero · e4 cavallo del bianco · d3 torre del bianco · g3 pedone del bianco · h3 alfiere del bianco · e1 re del bianco | f8 alfiere del bianco · h8 donna del bianco · d7 pedone del bianco · e7 torre del nero · f7 pedone del nero · b6 pedone del bianco · c6 pedone del nero · f6 cavallo del bianco · g6 alfiere del nero · h6 torre del bianco · d5 pedone del nero · e5 re del nero · e4 cavallo del bianco · d3 torre del bianco · g3 pedone del bianco · h3 alfiere del bianco · e1 re del bianco | f8 alfiere del bianco · h8 donna del bianco · d7 pedone del bianco · e7 torre del nero · f7 pedone del nero · b6 pedone del bianco · c6 pedone del nero · f6 cavallo del bianco · g6 alfiere del nero · h6 torre del bianco · d5 pedone del nero · e5 re del nero · e4 cavallo del bianco · d3 torre del bianco · g3 pedone del bianco · h3 alfiere del bianco · e1 re del bianco | f8 alfiere del bianco · h8 donna del bianco · d7 pedone del bianco · e7 torre del nero · f7 pedone del nero · b6 pedone del bianco · c6 pedone del nero · f6 cavallo del bianco · g6 alfiere del nero · h6 torre del bianco · d5 pedone del nero · e5 re del nero · e4 cavallo del bianco · d3 torre del bianco · g3 pedone del bianco · h3 alfiere del bianco · e1 re del bianco | 5 |
| 4 | f8 alfiere del bianco · h8 donna del bianco · d7 pedone del bianco · e7 torre del nero · f7 pedone del nero · b6 pedone del bianco · c6 pedone del nero · f6 cavallo del bianco · g6 alfiere del nero · h6 torre del bianco · d5 pedone del nero · e5 re del nero · e4 cavallo del bianco · d3 torre del bianco · g3 pedone del bianco · h3 alfiere del bianco · e1 re del bianco | f8 alfiere del bianco · h8 donna del bianco · d7 pedone del bianco · e7 torre del nero · f7 pedone del nero · b6 pedone del bianco · c6 pedone del nero · f6 cavallo del bianco · g6 alfiere del nero · h6 torre del bianco · d5 pedone del nero · e5 re del nero · e4 cavallo del bianco · d3 torre del bianco · g3 pedone del bianco · h3 alfiere del bianco · e1 re del bianco | f8 alfiere del bianco · h8 donna del bianco · d7 pedone del bianco · e7 torre del nero · f7 pedone del nero · b6 pedone del bianco · c6 pedone del nero · f6 cavallo del bianco · g6 alfiere del nero · h6 torre del bianco · d5 pedone del nero · e5 re del nero · e4 cavallo del bianco · d3 torre del bianco · g3 pedone del bianco · h3 alfiere del bianco · e1 re del bianco | f8 alfiere del bianco · h8 donna del bianco · d7 pedone del bianco · e7 torre del nero · f7 pedone del nero · b6 pedone del bianco · c6 pedone del nero · f6 cavallo del bianco · g6 alfiere del nero · h6 torre del bianco · d5 pedone del nero · e5 re del nero · e4 cavallo del bianco · d3 torre del bianco · g3 pedone del bianco · h3 alfiere del bianco · e1 re del bianco | f8 alfiere del bianco · h8 donna del bianco · d7 pedone del bianco · e7 torre del nero · f7 pedone del nero · b6 pedone del bianco · c6 pedone del nero · f6 cavallo del bianco · g6 alfiere del nero · h6 torre del bianco · d5 pedone del nero · e5 re del nero · e4 cavallo del bianco · d3 torre del bianco · g3 pedone del bianco · h3 alfiere del bianco · e1 re del bianco | f8 alfiere del bianco · h8 donna del bianco · d7 pedone del bianco · e7 torre del nero · f7 pedone del nero · b6 pedone del bianco · c6 pedone del nero · f6 cavallo del bianco · g6 alfiere del nero · h6 torre del bianco · d5 pedone del nero · e5 re del nero · e4 cavallo del bianco · d3 torre del bianco · g3 pedone del bianco · h3 alfiere del bianco · e1 re del bianco | f8 alfiere del bianco · h8 donna del bianco · d7 pedone del bianco · e7 torre del nero · f7 pedone del nero · b6 pedone del bianco · c6 pedone del nero · f6 cavallo del bianco · g6 alfiere del nero · h6 torre del bianco · d5 pedone del nero · e5 re del nero · e4 cavallo del bianco · d3 torre del bianco · g3 pedone del bianco · h3 alfiere del bianco · e1 re del bianco | f8 alfiere del bianco · h8 donna del bianco · d7 pedone del bianco · e7 torre del nero · f7 pedone del nero · b6 pedone del bianco · c6 pedone del nero · f6 cavallo del bianco · g6 alfiere del nero · h6 torre del bianco · d5 pedone del nero · e5 re del nero · e4 cavallo del bianco · d3 torre del bianco · g3 pedone del bianco · h3 alfiere del bianco · e1 re del bianco | 4 |
| 3 | f8 alfiere del bianco · h8 donna del bianco · d7 pedone del bianco · e7 torre del nero · f7 pedone del nero · b6 pedone del bianco · c6 pedone del nero · f6 cavallo del bianco · g6 alfiere del nero · h6 torre del bianco · d5 pedone del nero · e5 re del nero · e4 cavallo del bianco · d3 torre del bianco · g3 pedone del bianco · h3 alfiere del bianco · e1 re del bianco | f8 alfiere del bianco · h8 donna del bianco · d7 pedone del bianco · e7 torre del nero · f7 pedone del nero · b6 pedone del bianco · c6 pedone del nero · f6 cavallo del bianco · g6 alfiere del nero · h6 torre del bianco · d5 pedone del nero · e5 re del nero · e4 cavallo del bianco · d3 torre del bianco · g3 pedone del bianco · h3 alfiere del bianco · e1 re del bianco | f8 alfiere del bianco · h8 donna del bianco · d7 pedone del bianco · e7 torre del nero · f7 pedone del nero · b6 pedone del bianco · c6 pedone del nero · f6 cavallo del bianco · g6 alfiere del nero · h6 torre del bianco · d5 pedone del nero · e5 re del nero · e4 cavallo del bianco · d3 torre del bianco · g3 pedone del bianco · h3 alfiere del bianco · e1 re del bianco | f8 alfiere del bianco · h8 donna del bianco · d7 pedone del bianco · e7 torre del nero · f7 pedone del nero · b6 pedone del bianco · c6 pedone del nero · f6 cavallo del bianco · g6 alfiere del nero · h6 torre del bianco · d5 pedone del nero · e5 re del nero · e4 cavallo del bianco · d3 torre del bianco · g3 pedone del bianco · h3 alfiere del bianco · e1 re del bianco | f8 alfiere del bianco · h8 donna del bianco · d7 pedone del bianco · e7 torre del nero · f7 pedone del nero · b6 pedone del bianco · c6 pedone del nero · f6 cavallo del bianco · g6 alfiere del nero · h6 torre del bianco · d5 pedone del nero · e5 re del nero · e4 cavallo del bianco · d3 torre del bianco · g3 pedone del bianco · h3 alfiere del bianco · e1 re del bianco | f8 alfiere del bianco · h8 donna del bianco · d7 pedone del bianco · e7 torre del nero · f7 pedone del nero · b6 pedone del bianco · c6 pedone del nero · f6 cavallo del bianco · g6 alfiere del nero · h6 torre del bianco · d5 pedone del nero · e5 re del nero · e4 cavallo del bianco · d3 torre del bianco · g3 pedone del bianco · h3 alfiere del bianco · e1 re del bianco | f8 alfiere del bianco · h8 donna del bianco · d7 pedone del bianco · e7 torre del nero · f7 pedone del nero · b6 pedone del bianco · c6 pedone del nero · f6 cavallo del bianco · g6 alfiere del nero · h6 torre del bianco · d5 pedone del nero · e5 re del nero · e4 cavallo del bianco · d3 torre del bianco · g3 pedone del bianco · h3 alfiere del bianco · e1 re del bianco | f8 alfiere del bianco · h8 donna del bianco · d7 pedone del bianco · e7 torre del nero · f7 pedone del nero · b6 pedone del bianco · c6 pedone del nero · f6 cavallo del bianco · g6 alfiere del nero · h6 torre del bianco · d5 pedone del nero · e5 re del nero · e4 cavallo del bianco · d3 torre del bianco · g3 pedone del bianco · h3 alfiere del bianco · e1 re del bianco | 3 |
| 2 | f8 alfiere del bianco · h8 donna del bianco · d7 pedone del bianco · e7 torre del nero · f7 pedone del nero · b6 pedone del bianco · c6 pedone del nero · f6 cavallo del bianco · g6 alfiere del nero · h6 torre del bianco · d5 pedone del nero · e5 re del nero · e4 cavallo del bianco · d3 torre del bianco · g3 pedone del bianco · h3 alfiere del bianco · e1 re del bianco | f8 alfiere del bianco · h8 donna del bianco · d7 pedone del bianco · e7 torre del nero · f7 pedone del nero · b6 pedone del bianco · c6 pedone del nero · f6 cavallo del bianco · g6 alfiere del nero · h6 torre del bianco · d5 pedone del nero · e5 re del nero · e4 cavallo del bianco · d3 torre del bianco · g3 pedone del bianco · h3 alfiere del bianco · e1 re del bianco | f8 alfiere del bianco · h8 donna del bianco · d7 pedone del bianco · e7 torre del nero · f7 pedone del nero · b6 pedone del bianco · c6 pedone del nero · f6 cavallo del bianco · g6 alfiere del nero · h6 torre del bianco · d5 pedone del nero · e5 re del nero · e4 cavallo del bianco · d3 torre del bianco · g3 pedone del bianco · h3 alfiere del bianco · e1 re del bianco | f8 alfiere del bianco · h8 donna del bianco · d7 pedone del bianco · e7 torre del nero · f7 pedone del nero · b6 pedone del bianco · c6 pedone del nero · f6 cavallo del bianco · g6 alfiere del nero · h6 torre del bianco · d5 pedone del nero · e5 re del nero · e4 cavallo del bianco · d3 torre del bianco · g3 pedone del bianco · h3 alfiere del bianco · e1 re del bianco | f8 alfiere del bianco · h8 donna del bianco · d7 pedone del bianco · e7 torre del nero · f7 pedone del nero · b6 pedone del bianco · c6 pedone del nero · f6 cavallo del bianco · g6 alfiere del nero · h6 torre del bianco · d5 pedone del nero · e5 re del nero · e4 cavallo del bianco · d3 torre del bianco · g3 pedone del bianco · h3 alfiere del bianco · e1 re del bianco | f8 alfiere del bianco · h8 donna del bianco · d7 pedone del bianco · e7 torre del nero · f7 pedone del nero · b6 pedone del bianco · c6 pedone del nero · f6 cavallo del bianco · g6 alfiere del nero · h6 torre del bianco · d5 pedone del nero · e5 re del nero · e4 cavallo del bianco · d3 torre del bianco · g3 pedone del bianco · h3 alfiere del bianco · e1 re del bianco | f8 alfiere del bianco · h8 donna del bianco · d7 pedone del bianco · e7 torre del nero · f7 pedone del nero · b6 pedone del bianco · c6 pedone del nero · f6 cavallo del bianco · g6 alfiere del nero · h6 torre del bianco · d5 pedone del nero · e5 re del nero · e4 cavallo del bianco · d3 torre del bianco · g3 pedone del bianco · h3 alfiere del bianco · e1 re del bianco | f8 alfiere del bianco · h8 donna del bianco · d7 pedone del bianco · e7 torre del nero · f7 pedone del nero · b6 pedone del bianco · c6 pedone del nero · f6 cavallo del bianco · g6 alfiere del nero · h6 torre del bianco · d5 pedone del nero · e5 re del nero · e4 cavallo del bianco · d3 torre del bianco · g3 pedone del bianco · h3 alfiere del bianco · e1 re del bianco | 2 |
| 1 | f8 alfiere del bianco · h8 donna del bianco · d7 pedone del bianco · e7 torre del nero · f7 pedone del nero · b6 pedone del bianco · c6 pedone del nero · f6 cavallo del bianco · g6 alfiere del nero · h6 torre del bianco · d5 pedone del nero · e5 re del nero · e4 cavallo del bianco · d3 torre del bianco · g3 pedone del bianco · h3 alfiere del bianco · e1 re del bianco | f8 alfiere del bianco · h8 donna del bianco · d7 pedone del bianco · e7 torre del nero · f7 pedone del nero · b6 pedone del bianco · c6 pedone del nero · f6 cavallo del bianco · g6 alfiere del nero · h6 torre del bianco · d5 pedone del nero · e5 re del nero · e4 cavallo del bianco · d3 torre del bianco · g3 pedone del bianco · h3 alfiere del bianco · e1 re del bianco | f8 alfiere del bianco · h8 donna del bianco · d7 pedone del bianco · e7 torre del nero · f7 pedone del nero · b6 pedone del bianco · c6 pedone del nero · f6 cavallo del bianco · g6 alfiere del nero · h6 torre del bianco · d5 pedone del nero · e5 re del nero · e4 cavallo del bianco · d3 torre del bianco · g3 pedone del bianco · h3 alfiere del bianco · e1 re del bianco | f8 alfiere del bianco · h8 donna del bianco · d7 pedone del bianco · e7 torre del nero · f7 pedone del nero · b6 pedone del bianco · c6 pedone del nero · f6 cavallo del bianco · g6 alfiere del nero · h6 torre del bianco · d5 pedone del nero · e5 re del nero · e4 cavallo del bianco · d3 torre del bianco · g3 pedone del bianco · h3 alfiere del bianco · e1 re del bianco | f8 alfiere del bianco · h8 donna del bianco · d7 pedone del bianco · e7 torre del nero · f7 pedone del nero · b6 pedone del bianco · c6 pedone del nero · f6 cavallo del bianco · g6 alfiere del nero · h6 torre del bianco · d5 pedone del nero · e5 re del nero · e4 cavallo del bianco · d3 torre del bianco · g3 pedone del bianco · h3 alfiere del bianco · e1 re del bianco | f8 alfiere del bianco · h8 donna del bianco · d7 pedone del bianco · e7 torre del nero · f7 pedone del nero · b6 pedone del bianco · c6 pedone del nero · f6 cavallo del bianco · g6 alfiere del nero · h6 torre del bianco · d5 pedone del nero · e5 re del nero · e4 cavallo del bianco · d3 torre del bianco · g3 pedone del bianco · h3 alfiere del bianco · e1 re del bianco | f8 alfiere del bianco · h8 donna del bianco · d7 pedone del bianco · e7 torre del nero · f7 pedone del nero · b6 pedone del bianco · c6 pedone del nero · f6 cavallo del bianco · g6 alfiere del nero · h6 torre del bianco · d5 pedone del nero · e5 re del nero · e4 cavallo del bianco · d3 torre del bianco · g3 pedone del bianco · h3 alfiere del bianco · e1 re del bianco | f8 alfiere del bianco · h8 donna del bianco · d7 pedone del bianco · e7 torre del nero · f7 pedone del nero · b6 pedone del bianco · c6 pedone del nero · f6 cavallo del bianco · g6 alfiere del nero · h6 torre del bianco · d5 pedone del nero · e5 re del nero · e4 cavallo del bianco · d3 torre del bianco · g3 pedone del bianco · h3 alfiere del bianco · e1 re del bianco | 1 |
|   | a | b | c | d | e | f | g | h |   |

Soluzione:
1. Cd6!  (zugzwang)
1. ...Rxd6+  2. Ce4#

1. ...c5   2. Txd5#

1. ...Ah5/h7/f5/e4/Axd3  2. Cg4#

1. ...Te8  2.dxe8=D/T#

|   | a | b | c | d | e | f | g | h |   |
| 8 | a8 alfiere del bianco · b8 cavallo del nero · e8 re del nero · g8 cavallo del nero · h8 torre del nero · c7 re del bianco · e7 alfiere del nero · f7 torre del nero · g7 alfiere del bianco · h7 pedone del nero · a6 pedone del nero · c6 pedone del bianco · f6 pedone del nero · h6 pedone del nero · a5 pedone del bianco · f5 pedone del bianco · h5 pedone del bianco · d4 cavallo del bianco · e4 torre del bianco · g3 donna del bianco · e2 pedone del bianco | a8 alfiere del bianco · b8 cavallo del nero · e8 re del nero · g8 cavallo del nero · h8 torre del nero · c7 re del bianco · e7 alfiere del nero · f7 torre del nero · g7 alfiere del bianco · h7 pedone del nero · a6 pedone del nero · c6 pedone del bianco · f6 pedone del nero · h6 pedone del nero · a5 pedone del bianco · f5 pedone del bianco · h5 pedone del bianco · d4 cavallo del bianco · e4 torre del bianco · g3 donna del bianco · e2 pedone del bianco | a8 alfiere del bianco · b8 cavallo del nero · e8 re del nero · g8 cavallo del nero · h8 torre del nero · c7 re del bianco · e7 alfiere del nero · f7 torre del nero · g7 alfiere del bianco · h7 pedone del nero · a6 pedone del nero · c6 pedone del bianco · f6 pedone del nero · h6 pedone del nero · a5 pedone del bianco · f5 pedone del bianco · h5 pedone del bianco · d4 cavallo del bianco · e4 torre del bianco · g3 donna del bianco · e2 pedone del bianco | a8 alfiere del bianco · b8 cavallo del nero · e8 re del nero · g8 cavallo del nero · h8 torre del nero · c7 re del bianco · e7 alfiere del nero · f7 torre del nero · g7 alfiere del bianco · h7 pedone del nero · a6 pedone del nero · c6 pedone del bianco · f6 pedone del nero · h6 pedone del nero · a5 pedone del bianco · f5 pedone del bianco · h5 pedone del bianco · d4 cavallo del bianco · e4 torre del bianco · g3 donna del bianco · e2 pedone del bianco | a8 alfiere del bianco · b8 cavallo del nero · e8 re del nero · g8 cavallo del nero · h8 torre del nero · c7 re del bianco · e7 alfiere del nero · f7 torre del nero · g7 alfiere del bianco · h7 pedone del nero · a6 pedone del nero · c6 pedone del bianco · f6 pedone del nero · h6 pedone del nero · a5 pedone del bianco · f5 pedone del bianco · h5 pedone del bianco · d4 cavallo del bianco · e4 torre del bianco · g3 donna del bianco · e2 pedone del bianco | a8 alfiere del bianco · b8 cavallo del nero · e8 re del nero · g8 cavallo del nero · h8 torre del nero · c7 re del bianco · e7 alfiere del nero · f7 torre del nero · g7 alfiere del bianco · h7 pedone del nero · a6 pedone del nero · c6 pedone del bianco · f6 pedone del nero · h6 pedone del nero · a5 pedone del bianco · f5 pedone del bianco · h5 pedone del bianco · d4 cavallo del bianco · e4 torre del bianco · g3 donna del bianco · e2 pedone del bianco | a8 alfiere del bianco · b8 cavallo del nero · e8 re del nero · g8 cavallo del nero · h8 torre del nero · c7 re del bianco · e7 alfiere del nero · f7 torre del nero · g7 alfiere del bianco · h7 pedone del nero · a6 pedone del nero · c6 pedone del bianco · f6 pedone del nero · h6 pedone del nero · a5 pedone del bianco · f5 pedone del bianco · h5 pedone del bianco · d4 cavallo del bianco · e4 torre del bianco · g3 donna del bianco · e2 pedone del bianco | a8 alfiere del bianco · b8 cavallo del nero · e8 re del nero · g8 cavallo del nero · h8 torre del nero · c7 re del bianco · e7 alfiere del nero · f7 torre del nero · g7 alfiere del bianco · h7 pedone del nero · a6 pedone del nero · c6 pedone del bianco · f6 pedone del nero · h6 pedone del nero · a5 pedone del bianco · f5 pedone del bianco · h5 pedone del bianco · d4 cavallo del bianco · e4 torre del bianco · g3 donna del bianco · e2 pedone del bianco | 8 |
| 7 | a8 alfiere del bianco · b8 cavallo del nero · e8 re del nero · g8 cavallo del nero · h8 torre del nero · c7 re del bianco · e7 alfiere del nero · f7 torre del nero · g7 alfiere del bianco · h7 pedone del nero · a6 pedone del nero · c6 pedone del bianco · f6 pedone del nero · h6 pedone del nero · a5 pedone del bianco · f5 pedone del bianco · h5 pedone del bianco · d4 cavallo del bianco · e4 torre del bianco · g3 donna del bianco · e2 pedone del bianco | a8 alfiere del bianco · b8 cavallo del nero · e8 re del nero · g8 cavallo del nero · h8 torre del nero · c7 re del bianco · e7 alfiere del nero · f7 torre del nero · g7 alfiere del bianco · h7 pedone del nero · a6 pedone del nero · c6 pedone del bianco · f6 pedone del nero · h6 pedone del nero · a5 pedone del bianco · f5 pedone del bianco · h5 pedone del bianco · d4 cavallo del bianco · e4 torre del bianco · g3 donna del bianco · e2 pedone del bianco | a8 alfiere del bianco · b8 cavallo del nero · e8 re del nero · g8 cavallo del nero · h8 torre del nero · c7 re del bianco · e7 alfiere del nero · f7 torre del nero · g7 alfiere del bianco · h7 pedone del nero · a6 pedone del nero · c6 pedone del bianco · f6 pedone del nero · h6 pedone del nero · a5 pedone del bianco · f5 pedone del bianco · h5 pedone del bianco · d4 cavallo del bianco · e4 torre del bianco · g3 donna del bianco · e2 pedone del bianco | a8 alfiere del bianco · b8 cavallo del nero · e8 re del nero · g8 cavallo del nero · h8 torre del nero · c7 re del bianco · e7 alfiere del nero · f7 torre del nero · g7 alfiere del bianco · h7 pedone del nero · a6 pedone del nero · c6 pedone del bianco · f6 pedone del nero · h6 pedone del nero · a5 pedone del bianco · f5 pedone del bianco · h5 pedone del bianco · d4 cavallo del bianco · e4 torre del bianco · g3 donna del bianco · e2 pedone del bianco | a8 alfiere del bianco · b8 cavallo del nero · e8 re del nero · g8 cavallo del nero · h8 torre del nero · c7 re del bianco · e7 alfiere del nero · f7 torre del nero · g7 alfiere del bianco · h7 pedone del nero · a6 pedone del nero · c6 pedone del bianco · f6 pedone del nero · h6 pedone del nero · a5 pedone del bianco · f5 pedone del bianco · h5 pedone del bianco · d4 cavallo del bianco · e4 torre del bianco · g3 donna del bianco · e2 pedone del bianco | a8 alfiere del bianco · b8 cavallo del nero · e8 re del nero · g8 cavallo del nero · h8 torre del nero · c7 re del bianco · e7 alfiere del nero · f7 torre del nero · g7 alfiere del bianco · h7 pedone del nero · a6 pedone del nero · c6 pedone del bianco · f6 pedone del nero · h6 pedone del nero · a5 pedone del bianco · f5 pedone del bianco · h5 pedone del bianco · d4 cavallo del bianco · e4 torre del bianco · g3 donna del bianco · e2 pedone del bianco | a8 alfiere del bianco · b8 cavallo del nero · e8 re del nero · g8 cavallo del nero · h8 torre del nero · c7 re del bianco · e7 alfiere del nero · f7 torre del nero · g7 alfiere del bianco · h7 pedone del nero · a6 pedone del nero · c6 pedone del bianco · f6 pedone del nero · h6 pedone del nero · a5 pedone del bianco · f5 pedone del bianco · h5 pedone del bianco · d4 cavallo del bianco · e4 torre del bianco · g3 donna del bianco · e2 pedone del bianco | a8 alfiere del bianco · b8 cavallo del nero · e8 re del nero · g8 cavallo del nero · h8 torre del nero · c7 re del bianco · e7 alfiere del nero · f7 torre del nero · g7 alfiere del bianco · h7 pedone del nero · a6 pedone del nero · c6 pedone del bianco · f6 pedone del nero · h6 pedone del nero · a5 pedone del bianco · f5 pedone del bianco · h5 pedone del bianco · d4 cavallo del bianco · e4 torre del bianco · g3 donna del bianco · e2 pedone del bianco | 7 |
| 6 | a8 alfiere del bianco · b8 cavallo del nero · e8 re del nero · g8 cavallo del nero · h8 torre del nero · c7 re del bianco · e7 alfiere del nero · f7 torre del nero · g7 alfiere del bianco · h7 pedone del nero · a6 pedone del nero · c6 pedone del bianco · f6 pedone del nero · h6 pedone del nero · a5 pedone del bianco · f5 pedone del bianco · h5 pedone del bianco · d4 cavallo del bianco · e4 torre del bianco · g3 donna del bianco · e2 pedone del bianco | a8 alfiere del bianco · b8 cavallo del nero · e8 re del nero · g8 cavallo del nero · h8 torre del nero · c7 re del bianco · e7 alfiere del nero · f7 torre del nero · g7 alfiere del bianco · h7 pedone del nero · a6 pedone del nero · c6 pedone del bianco · f6 pedone del nero · h6 pedone del nero · a5 pedone del bianco · f5 pedone del bianco · h5 pedone del bianco · d4 cavallo del bianco · e4 torre del bianco · g3 donna del bianco · e2 pedone del bianco | a8 alfiere del bianco · b8 cavallo del nero · e8 re del nero · g8 cavallo del nero · h8 torre del nero · c7 re del bianco · e7 alfiere del nero · f7 torre del nero · g7 alfiere del bianco · h7 pedone del nero · a6 pedone del nero · c6 pedone del bianco · f6 pedone del nero · h6 pedone del nero · a5 pedone del bianco · f5 pedone del bianco · h5 pedone del bianco · d4 cavallo del bianco · e4 torre del bianco · g3 donna del bianco · e2 pedone del bianco | a8 alfiere del bianco · b8 cavallo del nero · e8 re del nero · g8 cavallo del nero · h8 torre del nero · c7 re del bianco · e7 alfiere del nero · f7 torre del nero · g7 alfiere del bianco · h7 pedone del nero · a6 pedone del nero · c6 pedone del bianco · f6 pedone del nero · h6 pedone del nero · a5 pedone del bianco · f5 pedone del bianco · h5 pedone del bianco · d4 cavallo del bianco · e4 torre del bianco · g3 donna del bianco · e2 pedone del bianco | a8 alfiere del bianco · b8 cavallo del nero · e8 re del nero · g8 cavallo del nero · h8 torre del nero · c7 re del bianco · e7 alfiere del nero · f7 torre del nero · g7 alfiere del bianco · h7 pedone del nero · a6 pedone del nero · c6 pedone del bianco · f6 pedone del nero · h6 pedone del nero · a5 pedone del bianco · f5 pedone del bianco · h5 pedone del bianco · d4 cavallo del bianco · e4 torre del bianco · g3 donna del bianco · e2 pedone del bianco | a8 alfiere del bianco · b8 cavallo del nero · e8 re del nero · g8 cavallo del nero · h8 torre del nero · c7 re del bianco · e7 alfiere del nero · f7 torre del nero · g7 alfiere del bianco · h7 pedone del nero · a6 pedone del nero · c6 pedone del bianco · f6 pedone del nero · h6 pedone del nero · a5 pedone del bianco · f5 pedone del bianco · h5 pedone del bianco · d4 cavallo del bianco · e4 torre del bianco · g3 donna del bianco · e2 pedone del bianco | a8 alfiere del bianco · b8 cavallo del nero · e8 re del nero · g8 cavallo del nero · h8 torre del nero · c7 re del bianco · e7 alfiere del nero · f7 torre del nero · g7 alfiere del bianco · h7 pedone del nero · a6 pedone del nero · c6 pedone del bianco · f6 pedone del nero · h6 pedone del nero · a5 pedone del bianco · f5 pedone del bianco · h5 pedone del bianco · d4 cavallo del bianco · e4 torre del bianco · g3 donna del bianco · e2 pedone del bianco | a8 alfiere del bianco · b8 cavallo del nero · e8 re del nero · g8 cavallo del nero · h8 torre del nero · c7 re del bianco · e7 alfiere del nero · f7 torre del nero · g7 alfiere del bianco · h7 pedone del nero · a6 pedone del nero · c6 pedone del bianco · f6 pedone del nero · h6 pedone del nero · a5 pedone del bianco · f5 pedone del bianco · h5 pedone del bianco · d4 cavallo del bianco · e4 torre del bianco · g3 donna del bianco · e2 pedone del bianco | 6 |
| 5 | a8 alfiere del bianco · b8 cavallo del nero · e8 re del nero · g8 cavallo del nero · h8 torre del nero · c7 re del bianco · e7 alfiere del nero · f7 torre del nero · g7 alfiere del bianco · h7 pedone del nero · a6 pedone del nero · c6 pedone del bianco · f6 pedone del nero · h6 pedone del nero · a5 pedone del bianco · f5 pedone del bianco · h5 pedone del bianco · d4 cavallo del bianco · e4 torre del bianco · g3 donna del bianco · e2 pedone del bianco | a8 alfiere del bianco · b8 cavallo del nero · e8 re del nero · g8 cavallo del nero · h8 torre del nero · c7 re del bianco · e7 alfiere del nero · f7 torre del nero · g7 alfiere del bianco · h7 pedone del nero · a6 pedone del nero · c6 pedone del bianco · f6 pedone del nero · h6 pedone del nero · a5 pedone del bianco · f5 pedone del bianco · h5 pedone del bianco · d4 cavallo del bianco · e4 torre del bianco · g3 donna del bianco · e2 pedone del bianco | a8 alfiere del bianco · b8 cavallo del nero · e8 re del nero · g8 cavallo del nero · h8 torre del nero · c7 re del bianco · e7 alfiere del nero · f7 torre del nero · g7 alfiere del bianco · h7 pedone del nero · a6 pedone del nero · c6 pedone del bianco · f6 pedone del nero · h6 pedone del nero · a5 pedone del bianco · f5 pedone del bianco · h5 pedone del bianco · d4 cavallo del bianco · e4 torre del bianco · g3 donna del bianco · e2 pedone del bianco | a8 alfiere del bianco · b8 cavallo del nero · e8 re del nero · g8 cavallo del nero · h8 torre del nero · c7 re del bianco · e7 alfiere del nero · f7 torre del nero · g7 alfiere del bianco · h7 pedone del nero · a6 pedone del nero · c6 pedone del bianco · f6 pedone del nero · h6 pedone del nero · a5 pedone del bianco · f5 pedone del bianco · h5 pedone del bianco · d4 cavallo del bianco · e4 torre del bianco · g3 donna del bianco · e2 pedone del bianco | a8 alfiere del bianco · b8 cavallo del nero · e8 re del nero · g8 cavallo del nero · h8 torre del nero · c7 re del bianco · e7 alfiere del nero · f7 torre del nero · g7 alfiere del bianco · h7 pedone del nero · a6 pedone del nero · c6 pedone del bianco · f6 pedone del nero · h6 pedone del nero · a5 pedone del bianco · f5 pedone del bianco · h5 pedone del bianco · d4 cavallo del bianco · e4 torre del bianco · g3 donna del bianco · e2 pedone del bianco | a8 alfiere del bianco · b8 cavallo del nero · e8 re del nero · g8 cavallo del nero · h8 torre del nero · c7 re del bianco · e7 alfiere del nero · f7 torre del nero · g7 alfiere del bianco · h7 pedone del nero · a6 pedone del nero · c6 pedone del bianco · f6 pedone del nero · h6 pedone del nero · a5 pedone del bianco · f5 pedone del bianco · h5 pedone del bianco · d4 cavallo del bianco · e4 torre del bianco · g3 donna del bianco · e2 pedone del bianco | a8 alfiere del bianco · b8 cavallo del nero · e8 re del nero · g8 cavallo del nero · h8 torre del nero · c7 re del bianco · e7 alfiere del nero · f7 torre del nero · g7 alfiere del bianco · h7 pedone del nero · a6 pedone del nero · c6 pedone del bianco · f6 pedone del nero · h6 pedone del nero · a5 pedone del bianco · f5 pedone del bianco · h5 pedone del bianco · d4 cavallo del bianco · e4 torre del bianco · g3 donna del bianco · e2 pedone del bianco | a8 alfiere del bianco · b8 cavallo del nero · e8 re del nero · g8 cavallo del nero · h8 torre del nero · c7 re del bianco · e7 alfiere del nero · f7 torre del nero · g7 alfiere del bianco · h7 pedone del nero · a6 pedone del nero · c6 pedone del bianco · f6 pedone del nero · h6 pedone del nero · a5 pedone del bianco · f5 pedone del bianco · h5 pedone del bianco · d4 cavallo del bianco · e4 torre del bianco · g3 donna del bianco · e2 pedone del bianco | 5 |
| 4 | a8 alfiere del bianco · b8 cavallo del nero · e8 re del nero · g8 cavallo del nero · h8 torre del nero · c7 re del bianco · e7 alfiere del nero · f7 torre del nero · g7 alfiere del bianco · h7 pedone del nero · a6 pedone del nero · c6 pedone del bianco · f6 pedone del nero · h6 pedone del nero · a5 pedone del bianco · f5 pedone del bianco · h5 pedone del bianco · d4 cavallo del bianco · e4 torre del bianco · g3 donna del bianco · e2 pedone del bianco | a8 alfiere del bianco · b8 cavallo del nero · e8 re del nero · g8 cavallo del nero · h8 torre del nero · c7 re del bianco · e7 alfiere del nero · f7 torre del nero · g7 alfiere del bianco · h7 pedone del nero · a6 pedone del nero · c6 pedone del bianco · f6 pedone del nero · h6 pedone del nero · a5 pedone del bianco · f5 pedone del bianco · h5 pedone del bianco · d4 cavallo del bianco · e4 torre del bianco · g3 donna del bianco · e2 pedone del bianco | a8 alfiere del bianco · b8 cavallo del nero · e8 re del nero · g8 cavallo del nero · h8 torre del nero · c7 re del bianco · e7 alfiere del nero · f7 torre del nero · g7 alfiere del bianco · h7 pedone del nero · a6 pedone del nero · c6 pedone del bianco · f6 pedone del nero · h6 pedone del nero · a5 pedone del bianco · f5 pedone del bianco · h5 pedone del bianco · d4 cavallo del bianco · e4 torre del bianco · g3 donna del bianco · e2 pedone del bianco | a8 alfiere del bianco · b8 cavallo del nero · e8 re del nero · g8 cavallo del nero · h8 torre del nero · c7 re del bianco · e7 alfiere del nero · f7 torre del nero · g7 alfiere del bianco · h7 pedone del nero · a6 pedone del nero · c6 pedone del bianco · f6 pedone del nero · h6 pedone del nero · a5 pedone del bianco · f5 pedone del bianco · h5 pedone del bianco · d4 cavallo del bianco · e4 torre del bianco · g3 donna del bianco · e2 pedone del bianco | a8 alfiere del bianco · b8 cavallo del nero · e8 re del nero · g8 cavallo del nero · h8 torre del nero · c7 re del bianco · e7 alfiere del nero · f7 torre del nero · g7 alfiere del bianco · h7 pedone del nero · a6 pedone del nero · c6 pedone del bianco · f6 pedone del nero · h6 pedone del nero · a5 pedone del bianco · f5 pedone del bianco · h5 pedone del bianco · d4 cavallo del bianco · e4 torre del bianco · g3 donna del bianco · e2 pedone del bianco | a8 alfiere del bianco · b8 cavallo del nero · e8 re del nero · g8 cavallo del nero · h8 torre del nero · c7 re del bianco · e7 alfiere del nero · f7 torre del nero · g7 alfiere del bianco · h7 pedone del nero · a6 pedone del nero · c6 pedone del bianco · f6 pedone del nero · h6 pedone del nero · a5 pedone del bianco · f5 pedone del bianco · h5 pedone del bianco · d4 cavallo del bianco · e4 torre del bianco · g3 donna del bianco · e2 pedone del bianco | a8 alfiere del bianco · b8 cavallo del nero · e8 re del nero · g8 cavallo del nero · h8 torre del nero · c7 re del bianco · e7 alfiere del nero · f7 torre del nero · g7 alfiere del bianco · h7 pedone del nero · a6 pedone del nero · c6 pedone del bianco · f6 pedone del nero · h6 pedone del nero · a5 pedone del bianco · f5 pedone del bianco · h5 pedone del bianco · d4 cavallo del bianco · e4 torre del bianco · g3 donna del bianco · e2 pedone del bianco | a8 alfiere del bianco · b8 cavallo del nero · e8 re del nero · g8 cavallo del nero · h8 torre del nero · c7 re del bianco · e7 alfiere del nero · f7 torre del nero · g7 alfiere del bianco · h7 pedone del nero · a6 pedone del nero · c6 pedone del bianco · f6 pedone del nero · h6 pedone del nero · a5 pedone del bianco · f5 pedone del bianco · h5 pedone del bianco · d4 cavallo del bianco · e4 torre del bianco · g3 donna del bianco · e2 pedone del bianco | 4 |
| 3 | a8 alfiere del bianco · b8 cavallo del nero · e8 re del nero · g8 cavallo del nero · h8 torre del nero · c7 re del bianco · e7 alfiere del nero · f7 torre del nero · g7 alfiere del bianco · h7 pedone del nero · a6 pedone del nero · c6 pedone del bianco · f6 pedone del nero · h6 pedone del nero · a5 pedone del bianco · f5 pedone del bianco · h5 pedone del bianco · d4 cavallo del bianco · e4 torre del bianco · g3 donna del bianco · e2 pedone del bianco | a8 alfiere del bianco · b8 cavallo del nero · e8 re del nero · g8 cavallo del nero · h8 torre del nero · c7 re del bianco · e7 alfiere del nero · f7 torre del nero · g7 alfiere del bianco · h7 pedone del nero · a6 pedone del nero · c6 pedone del bianco · f6 pedone del nero · h6 pedone del nero · a5 pedone del bianco · f5 pedone del bianco · h5 pedone del bianco · d4 cavallo del bianco · e4 torre del bianco · g3 donna del bianco · e2 pedone del bianco | a8 alfiere del bianco · b8 cavallo del nero · e8 re del nero · g8 cavallo del nero · h8 torre del nero · c7 re del bianco · e7 alfiere del nero · f7 torre del nero · g7 alfiere del bianco · h7 pedone del nero · a6 pedone del nero · c6 pedone del bianco · f6 pedone del nero · h6 pedone del nero · a5 pedone del bianco · f5 pedone del bianco · h5 pedone del bianco · d4 cavallo del bianco · e4 torre del bianco · g3 donna del bianco · e2 pedone del bianco | a8 alfiere del bianco · b8 cavallo del nero · e8 re del nero · g8 cavallo del nero · h8 torre del nero · c7 re del bianco · e7 alfiere del nero · f7 torre del nero · g7 alfiere del bianco · h7 pedone del nero · a6 pedone del nero · c6 pedone del bianco · f6 pedone del nero · h6 pedone del nero · a5 pedone del bianco · f5 pedone del bianco · h5 pedone del bianco · d4 cavallo del bianco · e4 torre del bianco · g3 donna del bianco · e2 pedone del bianco | a8 alfiere del bianco · b8 cavallo del nero · e8 re del nero · g8 cavallo del nero · h8 torre del nero · c7 re del bianco · e7 alfiere del nero · f7 torre del nero · g7 alfiere del bianco · h7 pedone del nero · a6 pedone del nero · c6 pedone del bianco · f6 pedone del nero · h6 pedone del nero · a5 pedone del bianco · f5 pedone del bianco · h5 pedone del bianco · d4 cavallo del bianco · e4 torre del bianco · g3 donna del bianco · e2 pedone del bianco | a8 alfiere del bianco · b8 cavallo del nero · e8 re del nero · g8 cavallo del nero · h8 torre del nero · c7 re del bianco · e7 alfiere del nero · f7 torre del nero · g7 alfiere del bianco · h7 pedone del nero · a6 pedone del nero · c6 pedone del bianco · f6 pedone del nero · h6 pedone del nero · a5 pedone del bianco · f5 pedone del bianco · h5 pedone del bianco · d4 cavallo del bianco · e4 torre del bianco · g3 donna del bianco · e2 pedone del bianco | a8 alfiere del bianco · b8 cavallo del nero · e8 re del nero · g8 cavallo del nero · h8 torre del nero · c7 re del bianco · e7 alfiere del nero · f7 torre del nero · g7 alfiere del bianco · h7 pedone del nero · a6 pedone del nero · c6 pedone del bianco · f6 pedone del nero · h6 pedone del nero · a5 pedone del bianco · f5 pedone del bianco · h5 pedone del bianco · d4 cavallo del bianco · e4 torre del bianco · g3 donna del bianco · e2 pedone del bianco | a8 alfiere del bianco · b8 cavallo del nero · e8 re del nero · g8 cavallo del nero · h8 torre del nero · c7 re del bianco · e7 alfiere del nero · f7 torre del nero · g7 alfiere del bianco · h7 pedone del nero · a6 pedone del nero · c6 pedone del bianco · f6 pedone del nero · h6 pedone del nero · a5 pedone del bianco · f5 pedone del bianco · h5 pedone del bianco · d4 cavallo del bianco · e4 torre del bianco · g3 donna del bianco · e2 pedone del bianco | 3 |
| 2 | a8 alfiere del bianco · b8 cavallo del nero · e8 re del nero · g8 cavallo del nero · h8 torre del nero · c7 re del bianco · e7 alfiere del nero · f7 torre del nero · g7 alfiere del bianco · h7 pedone del nero · a6 pedone del nero · c6 pedone del bianco · f6 pedone del nero · h6 pedone del nero · a5 pedone del bianco · f5 pedone del bianco · h5 pedone del bianco · d4 cavallo del bianco · e4 torre del bianco · g3 donna del bianco · e2 pedone del bianco | a8 alfiere del bianco · b8 cavallo del nero · e8 re del nero · g8 cavallo del nero · h8 torre del nero · c7 re del bianco · e7 alfiere del nero · f7 torre del nero · g7 alfiere del bianco · h7 pedone del nero · a6 pedone del nero · c6 pedone del bianco · f6 pedone del nero · h6 pedone del nero · a5 pedone del bianco · f5 pedone del bianco · h5 pedone del bianco · d4 cavallo del bianco · e4 torre del bianco · g3 donna del bianco · e2 pedone del bianco | a8 alfiere del bianco · b8 cavallo del nero · e8 re del nero · g8 cavallo del nero · h8 torre del nero · c7 re del bianco · e7 alfiere del nero · f7 torre del nero · g7 alfiere del bianco · h7 pedone del nero · a6 pedone del nero · c6 pedone del bianco · f6 pedone del nero · h6 pedone del nero · a5 pedone del bianco · f5 pedone del bianco · h5 pedone del bianco · d4 cavallo del bianco · e4 torre del bianco · g3 donna del bianco · e2 pedone del bianco | a8 alfiere del bianco · b8 cavallo del nero · e8 re del nero · g8 cavallo del nero · h8 torre del nero · c7 re del bianco · e7 alfiere del nero · f7 torre del nero · g7 alfiere del bianco · h7 pedone del nero · a6 pedone del nero · c6 pedone del bianco · f6 pedone del nero · h6 pedone del nero · a5 pedone del bianco · f5 pedone del bianco · h5 pedone del bianco · d4 cavallo del bianco · e4 torre del bianco · g3 donna del bianco · e2 pedone del bianco | a8 alfiere del bianco · b8 cavallo del nero · e8 re del nero · g8 cavallo del nero · h8 torre del nero · c7 re del bianco · e7 alfiere del nero · f7 torre del nero · g7 alfiere del bianco · h7 pedone del nero · a6 pedone del nero · c6 pedone del bianco · f6 pedone del nero · h6 pedone del nero · a5 pedone del bianco · f5 pedone del bianco · h5 pedone del bianco · d4 cavallo del bianco · e4 torre del bianco · g3 donna del bianco · e2 pedone del bianco | a8 alfiere del bianco · b8 cavallo del nero · e8 re del nero · g8 cavallo del nero · h8 torre del nero · c7 re del bianco · e7 alfiere del nero · f7 torre del nero · g7 alfiere del bianco · h7 pedone del nero · a6 pedone del nero · c6 pedone del bianco · f6 pedone del nero · h6 pedone del nero · a5 pedone del bianco · f5 pedone del bianco · h5 pedone del bianco · d4 cavallo del bianco · e4 torre del bianco · g3 donna del bianco · e2 pedone del bianco | a8 alfiere del bianco · b8 cavallo del nero · e8 re del nero · g8 cavallo del nero · h8 torre del nero · c7 re del bianco · e7 alfiere del nero · f7 torre del nero · g7 alfiere del bianco · h7 pedone del nero · a6 pedone del nero · c6 pedone del bianco · f6 pedone del nero · h6 pedone del nero · a5 pedone del bianco · f5 pedone del bianco · h5 pedone del bianco · d4 cavallo del bianco · e4 torre del bianco · g3 donna del bianco · e2 pedone del bianco | a8 alfiere del bianco · b8 cavallo del nero · e8 re del nero · g8 cavallo del nero · h8 torre del nero · c7 re del bianco · e7 alfiere del nero · f7 torre del nero · g7 alfiere del bianco · h7 pedone del nero · a6 pedone del nero · c6 pedone del bianco · f6 pedone del nero · h6 pedone del nero · a5 pedone del bianco · f5 pedone del bianco · h5 pedone del bianco · d4 cavallo del bianco · e4 torre del bianco · g3 donna del bianco · e2 pedone del bianco | 2 |
| 1 | a8 alfiere del bianco · b8 cavallo del nero · e8 re del nero · g8 cavallo del nero · h8 torre del nero · c7 re del bianco · e7 alfiere del nero · f7 torre del nero · g7 alfiere del bianco · h7 pedone del nero · a6 pedone del nero · c6 pedone del bianco · f6 pedone del nero · h6 pedone del nero · a5 pedone del bianco · f5 pedone del bianco · h5 pedone del bianco · d4 cavallo del bianco · e4 torre del bianco · g3 donna del bianco · e2 pedone del bianco | a8 alfiere del bianco · b8 cavallo del nero · e8 re del nero · g8 cavallo del nero · h8 torre del nero · c7 re del bianco · e7 alfiere del nero · f7 torre del nero · g7 alfiere del bianco · h7 pedone del nero · a6 pedone del nero · c6 pedone del bianco · f6 pedone del nero · h6 pedone del nero · a5 pedone del bianco · f5 pedone del bianco · h5 pedone del bianco · d4 cavallo del bianco · e4 torre del bianco · g3 donna del bianco · e2 pedone del bianco | a8 alfiere del bianco · b8 cavallo del nero · e8 re del nero · g8 cavallo del nero · h8 torre del nero · c7 re del bianco · e7 alfiere del nero · f7 torre del nero · g7 alfiere del bianco · h7 pedone del nero · a6 pedone del nero · c6 pedone del bianco · f6 pedone del nero · h6 pedone del nero · a5 pedone del bianco · f5 pedone del bianco · h5 pedone del bianco · d4 cavallo del bianco · e4 torre del bianco · g3 donna del bianco · e2 pedone del bianco | a8 alfiere del bianco · b8 cavallo del nero · e8 re del nero · g8 cavallo del nero · h8 torre del nero · c7 re del bianco · e7 alfiere del nero · f7 torre del nero · g7 alfiere del bianco · h7 pedone del nero · a6 pedone del nero · c6 pedone del bianco · f6 pedone del nero · h6 pedone del nero · a5 pedone del bianco · f5 pedone del bianco · h5 pedone del bianco · d4 cavallo del bianco · e4 torre del bianco · g3 donna del bianco · e2 pedone del bianco | a8 alfiere del bianco · b8 cavallo del nero · e8 re del nero · g8 cavallo del nero · h8 torre del nero · c7 re del bianco · e7 alfiere del nero · f7 torre del nero · g7 alfiere del bianco · h7 pedone del nero · a6 pedone del nero · c6 pedone del bianco · f6 pedone del nero · h6 pedone del nero · a5 pedone del bianco · f5 pedone del bianco · h5 pedone del bianco · d4 cavallo del bianco · e4 torre del bianco · g3 donna del bianco · e2 pedone del bianco | a8 alfiere del bianco · b8 cavallo del nero · e8 re del nero · g8 cavallo del nero · h8 torre del nero · c7 re del bianco · e7 alfiere del nero · f7 torre del nero · g7 alfiere del bianco · h7 pedone del nero · a6 pedone del nero · c6 pedone del bianco · f6 pedone del nero · h6 pedone del nero · a5 pedone del bianco · f5 pedone del bianco · h5 pedone del bianco · d4 cavallo del bianco · e4 torre del bianco · g3 donna del bianco · e2 pedone del bianco | a8 alfiere del bianco · b8 cavallo del nero · e8 re del nero · g8 cavallo del nero · h8 torre del nero · c7 re del bianco · e7 alfiere del nero · f7 torre del nero · g7 alfiere del bianco · h7 pedone del nero · a6 pedone del nero · c6 pedone del bianco · f6 pedone del nero · h6 pedone del nero · a5 pedone del bianco · f5 pedone del bianco · h5 pedone del bianco · d4 cavallo del bianco · e4 torre del bianco · g3 donna del bianco · e2 pedone del bianco | a8 alfiere del bianco · b8 cavallo del nero · e8 re del nero · g8 cavallo del nero · h8 torre del nero · c7 re del bianco · e7 alfiere del nero · f7 torre del nero · g7 alfiere del bianco · h7 pedone del nero · a6 pedone del nero · c6 pedone del bianco · f6 pedone del nero · h6 pedone del nero · a5 pedone del bianco · f5 pedone del bianco · h5 pedone del bianco · d4 cavallo del bianco · e4 torre del bianco · g3 donna del bianco · e2 pedone del bianco | 1 |
|   | a | b | c | d | e | f | g | h |   |

Soluzione:
1. Cc2 !  (zugzwang)
1. ...Tf8 2. Db3 Cxc6 3. Axc6#

  (2... Tf7 3. Dxb8#)